# Jorun Collin
Jorun Valborg Collin, född 5 juli 1981 i Norrtälje, är en svensk journalist och dokumentärfilmare. Collin har arbetat som programledare och reporter på radioprogrammet Transit i SR P3, som producent för P3-programmet Planet, som programledare och reporter på TV4 Norrbotten och som resereporter i SVT:s Packat & klart.
Collins dokumentärfilm En jävla jojk, som visades i SVT 2007, blev uppmärksammad. Från och med 2010 har hon till och från varit reporter för Uppdrag granskning, ofta som medarbetare till Lina Makboul. Det uppmärksammande reportaget "Processen" handlade om vårdnadstvister och svårigheter för pappor att få sina rättigheter tillgodosedda.
2021 var Collin projektledare för dokumentären Persona non grata, en TV-dokumentär om Soran Ismail och hans relation till metoo-kampanjen.
Jorun Collin är dotter till Aftonbladets tidigare motorjournalist och krönikör Robert Collin.